# Hippach
Hippach ist eine Gemeinde mit 1437 Einwohnern (Stand 1. Jänner 2025) im Zillertal und gehört zum Bezirk Schwaz in Tirol (Österreich). Die Gemeinde liegt im Gerichtsbezirk Zell am Ziller.

## Geografie
Hippach liegt im hinteren Zillertal, westlich des Zillers. Die Gemeinde besteht aus dem Straßendorf auf einem Schwemmkegel sowie vielen Weilern und Einzelhöfen am steilen Hang des dichtbesiedelten Schwendberges und des nördlich anschließenden Laimacher- und Gugglberges.
Hippach bildet heute den kulturellen und sportlichen Mittelpunkt der Gemeinden Hippach, Ramsau und Schwendau.
Hippach nutzt viele Einrichtungen gemeinsam mit der Nachbargemeinde Schwendau, so sind die beiden Gemeindeämter im selben Gebäude in Schwendau (nur 30 m von der gemeinsamen Gemeindegrenze entfernt) untergebracht. 

### Gemeindegliederung
Das Gemeindegebiet umfasst folgende zwei Ortschaften (Einwohner Stand 1. Jänner 2025):
- Hippach-Schwendberg (680)
- Laimach (757)

### Nachbargemeinden
| Fügenberg | Zellberg                                    | Zell am Ziller      |
| Weerberg  | Kompassrose, die auf Nachbargemeinden zeigt | Ramsau im Zillertal |
| Tux       | Schwendau                                   |                     |

## Geschichte
Der Ortsname Hippach, im Verlauf der Geschichte Huetbach, Hüttbach, Hipach genannt, ist deutschen Ursprungs und wurde erstmals 1299 urkundlich erwähnt. Der Name Schwendberg taucht erstmals 1318 auf. Laimach wurde erstmals 1350 urkundlich erwähnt. Gugglberg erscheint bereits 1161/73 im Traditionsbuch von Kloster Beyharting als Gvkunberch. Diese Ortsteile unterstanden dem Erzbistum Salzburg. Ein Stiftsbrief zeigt, dass es im Jahr 1247 bereits eine Kirche in Hippach gab, die Filiale der Mutterpfarre Fügen war. Für die drei Nachbarorte Hippach, Tux und Finkenberg wurde 1376 ein Vikariat eingerichtet, das zum Bistum Brixen gehörte.
Durch ein Erdbeben im Jahr 1689 wurden große Teile der Kirche zerstört. Sie wurde ab 1699 wieder aufgebaut.
Mit der Maria Theresianischen Schulreform in der zweiten Hälfte des 18. Jahrhunderts bekam Hippach eine eigene Schule. Diese wurde 1830 um eine Suppenanstalt für bedürftige Kinder erweitert.
Im Jahr 1891 wurde Hippach eine eigenständige Pfarre, wobei das Pfarrgebiet auch Schwendau mit einschließt.
Der Gemeindename war bis 1955 Schwendberg, wurde dann in Hippach-Schwendberg geändert. Seit der Eingemeindung Laimachs im Jahr 1973 heißt die Gemeinde Hippach.
Hippach wurde schon verhältnismäßig früh ein bekannter Fremdenverkehrsort im Zillertal, dazu trug das ehemalige Bad bei. Von Hippach aus trat das Weihnachtslied „Stille Nacht, heilige Nacht“ den Siegeszug in alle Welt an.

### Bevölkerungsentwicklung
| Hippach: Einwohnerzahlen von 1869 bis 2024          | Hippach: Einwohnerzahlen von 1869 bis 2024 | Hippach: Einwohnerzahlen von 1869 bis 2024 | Hippach: Einwohnerzahlen von 1869 bis 2024 | Hippach: Einwohnerzahlen von 1869 bis 2024 |
| --------------------------------------------------- | ------------------------------------------ | ------------------------------------------ | ------------------------------------------ | ------------------------------------------ |
| Jahr                                                |                                            |                                            |                                            | Einwohner                                  |
| 1869                                                | 1869                                       |                                            | 717                                        | 717                                        |
| 1880                                                | 1880                                       |                                            | 704                                        | 704                                        |
| 1890                                                | 1890                                       |                                            | 677                                        | 677                                        |
| 1900                                                | 1900                                       |                                            | 667                                        | 667                                        |
| 1910                                                | 1910                                       |                                            | 659                                        | 659                                        |
| 1923                                                | 1923                                       |                                            | 739                                        | 739                                        |
| 1934                                                | 1934                                       |                                            | 841                                        | 841                                        |
| 1939                                                | 1939                                       |                                            | 798                                        | 798                                        |
| 1951                                                | 1951                                       |                                            | 861                                        | 861                                        |
| 1961                                                | 1961                                       |                                            | 940                                        | 940                                        |
| 1971                                                | 1971                                       |                                            | 1.090                                      | 1.090                                      |
| 1981                                                | 1981                                       |                                            | 1.197                                      | 1.197                                      |
| 1991                                                | 1991                                       |                                            | 1.366                                      | 1.366                                      |
| 2001                                                | 2001                                       |                                            | 1.398                                      | 1.398                                      |
| 2011                                                | 2011                                       |                                            | 1.368                                      | 1.368                                      |
| 2021                                                | 2021                                       |                                            | 1.447                                      | 1.447                                      |
| 2024                                                | 2024                                       |                                            | 1.451                                      | 1.451                                      |
| Quelle(n): Statistik Austria, Gebietsstand 1.1.2021 |                                            |                                            |                                            |                                            |

## Kultur und Sehenswürdigkeiten

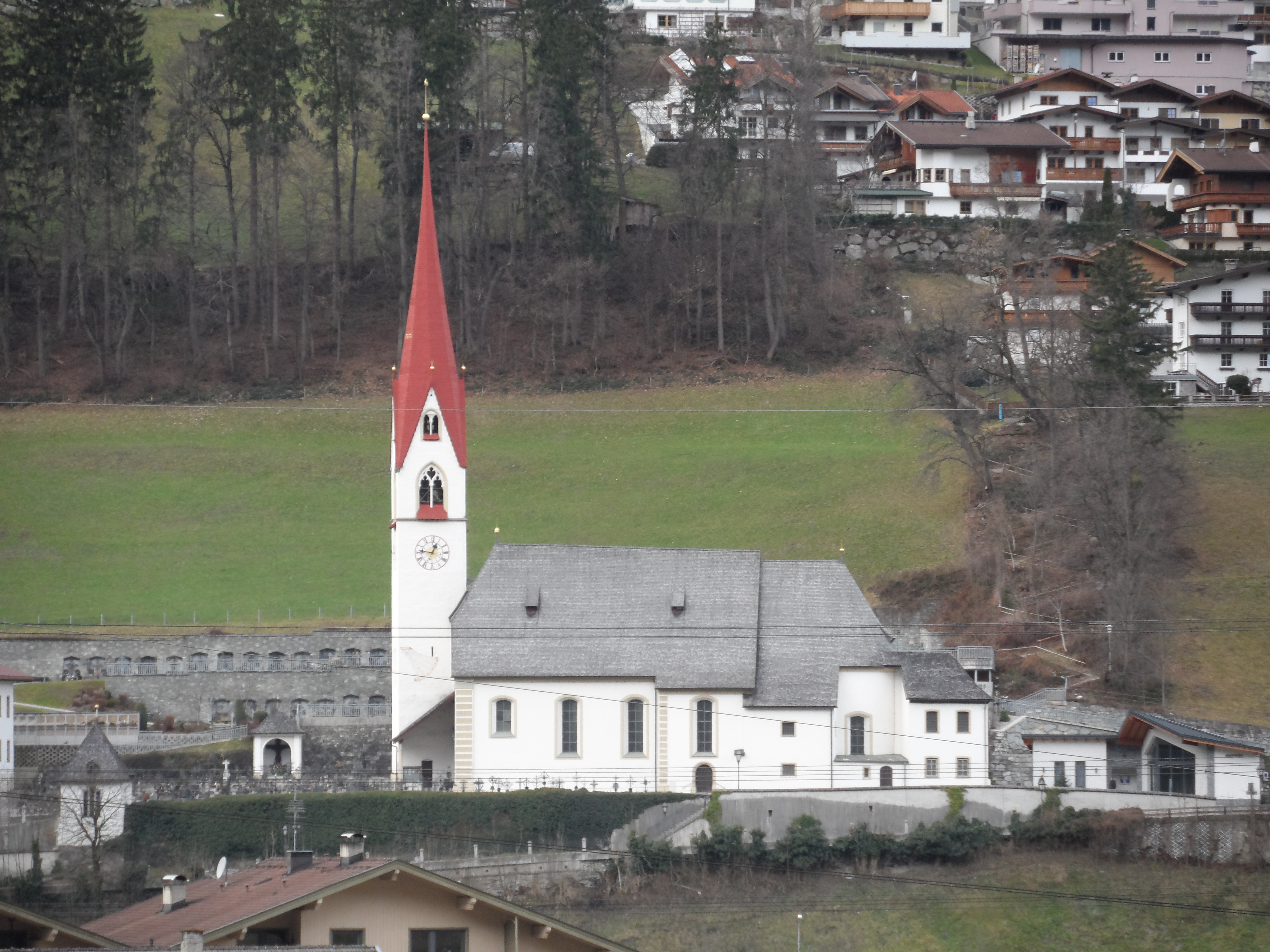
Pfarrkirche Hippach

- Katholische Pfarrkirche Hippach Hll. Ingenuinus und Albuin
- Talbach-Wasserfall in Laimach an der Grenze zu Zell am Ziller
- Laimacher Wasserfall in Laimach oberhalb der Dorfaue
- Zillerpromenade entlang des gesamten Ortes an der Grenze zu Ramsau
- Zillertaler Höhenstraße entlang des Schwendberges auf über 2000 Metern Höhe
- Stille-Nacht-Museum in der Nähe der Dorfaue in Laimach

## Wirtschaft und Infrastruktur
Hippach ist ein bedeutender Tourismusort, daneben gibt es einige kleinere Betriebe und einen großen Anteil an Auspendlern.

### Wirtschaftssektoren
Von den 67 landwirtschaftlichen Betrieben des Jahres 2010 wurden vierzig im Haupt-, 22 im Nebenerwerb, eine von einer Personengemeinschaft und vier von juristischen Personen geführt. Diese vier bewirtschafteten beinahe die Hälfte der Flächen. Der größte Arbeitgeber im Dienstleistungssektor ist der Bereich Beherbergung und Gastronomie.
| Wirtschaftssektor            | Anzahl Betriebe | Anzahl Betriebe | Erwerbstätige | Erwerbstätige |
| Wirtschaftssektor            | 2011            | 2001            | 2011          | 2001          |
| ---------------------------- | --------------- | --------------- | ------------- | ------------- |
| Land- und Forstwirtschaft 1) | 67              | 81              | 69            | 64            |
| Produktion                   | 11              | 8               | 48            | 53            |
| Dienstleistung               | 56              | 45              | 117           | 116           |

1) Betriebe mit Fläche in den Jahren 2010 und 1999
| Von den 630 Erwerbstätigen, die im Jahr 2011 in Hippach wohnten, arbeiteten etwas über zwanzig Prozent in der Gemeinde, fast 500 Menschen pendelten aus. Die Anzahl der Übernachtungen stieg von 240.000 im Jahr 2010 auf 270.000 im Jahr 2019. Die wichtigste Saison ist der Winter mit einer Spitze im Februar. | Die zur Anzeige dieser Grafik verwendete Erweiterung wurde dauerhaft deaktiviert. Wir arbeiten aktuell daran, diese und weitere betroffene Grafiken auf ein neues Format umzustellen. (Mehr dazu) |

### Verkehr
Die Gemeinde ist verkehrsmäßig über die Zillertalstraße sowie die Zillertalbahn mit dem Bahnhof Ramsau-Hippach angeschlossen. In Schwendberg beginnt eine von mehreren Zufahrtsstraßen zur Zillertaler Höhenstraße, einer Ausflugsstraße, die entlang des westlichen Talhangs des Zillertales verläuft.

## Politik

### Gemeinderat
In den Gemeinderat werden 13 Mandatare gewählt:
| Partei                  | 2022    | 2022  | 2022    | 2016  | 2016    |
| Partei                  | Stimmen | %     | Mandate | %     | Mandate |
| ----------------------- | ------- | ----- | ------- | ----- | ------- |
| Miteinander für Hippach | 447     | 50,06 | 7       | 65,33 | 9       |
| Gemeinsam für Hippach   | 446     | 49,94 | 6       | 34,67 | 4       |

### Bürgermeister
- 1998–2022 Gerhard Hundsbichler
- seit 2022 Alexander Tipotsch

## Persönlichkeiten

### Söhne und Töchter der Gemeinde
- Johannes Baptist Katschthaler (1832–1914), Erzbischof von Salzburg
- Matthäus Schiestl der Ältere (1834–1915), Bildhauer
- Franz Egger (1836–1918), Fürstbischof von Brixen
- Geschwister Strasser, Gesangsgruppe der 1830er-Jahre
- Bonaventura Stürzer (1848–1930), Generalprokurator der Zisterzienser der Strengeren Observanz
- Ferdinand Kogler (1872–1944), Rechtshistoriker
- Georg Maikl (1872–1951), lyrischer Tenor
- Hans Rieser (* 1934), Bildhauer
- Rudolf Rieser (1939–2019), Buchbinder und Künstler
- Rosina Schneeberger (* 1994), Skirennläuferin